# Пикачи, Лоуренс Тревор
Лоуренс Тревор Пикачи (англ. Lawrence Trevor Picachy; 7 августа 1916, Дарджилинг, Британская Индия — 30 ноября 1992, Калькутта, Индия) — индийский кардинал, иезуит. Епископ Джамшедпура с 12 июля 1962 по 29 мая 1969. Архиепископ Калькутты с 29 мая 1969 по 5 апреля 1986. Кардинал-священник с титулом церкви Сакро-Куоре-ди-Мария с 24 мая 1976.